# Myrmoteras
Myrmoteras – rodzaj mrówek z podrodziny Myrmicinae. Obejmuje 24 opisanych gatunków.

## Gatunki
- Myrmoteras arcoelinae Agosti, 1992
- Myrmoteras bakeri  Wheeler, 1919
- Myrmoteras barbouri Creighton, 1930
- Myrmoteras baslerorum Agosti, 1992
- Myrmoteras binghamii  Forel, 1893
- Myrmoteras brachygnathum  Moffett, 1985
- Myrmoteras brigitteae Agosti, 1992
- Myrmoteras ceylonica Gregg, 1957
- Myrmoteras chondrogastrum  Moffett, 1985
- Myrmoteras danieli Agosti, 1992
- Myrmoteras diastematum  Moffett, 1985
- Myrmoteras Donisthorpei  Wheeler, 1916
- Myrmoteras elfeorum Agosti, 1992
- Myrmoteras estrudae Agosti, 1992
- Myrmoteras indicum  Moffett, 1985
- Myrmoteras insulcatum  Moffett, 1985
- Myrmoteras iriodum  Moffett, 1985
- Myrmoteras ivani Agosti, 1992
- Myrmoteras jacquelinae Agosti, 1992
- Myrmoteras karnyi Gregg, 1954
- Myrmoteras marianneae Agosti, 1992
- Myrmoteras maudeae Agosti, 1992
- Myrmoteras mjoebergi  Wheeler, 1930
- Myrmoteras morowali  Moffett, 1985
- Myrmoteras nicoletteae Agosti, 1992
- Myrmoteras scabrum  Moffett, 1985
- Myrmoteras susanneae Agosti, 1992
- Myrmoteras tonboli Agosti, 1992
- Myrmoteras toro  Moffett, 1985
- Myrmoteras williamsi  Wheeler, 1919
- Myrmoteras wolasi  Moffett, 1985